# Ying Peng Hsu
Ying Peng Hsu ( n. 1933) es un botánico, y pteridólogo chino, que ha trabajado extensamente en el "Instituto de Botánica", de la Academia China de las Ciencias.
- La abreviatura «Y.P.Hsu» se emplea para indicar a Ying Peng Hsu como autoridad en la descripción y clasificación científica de los vegetales.[1]